# Andrew Lauer
Andrew Michael Lauer (Los Angeles, 9 giugno 1965) è un attore statunitense.

## Filmografia parziale

### Cinema
- Passioni in comune (Never on Tuesday), regia di Andrew Rifkin (1989)
- Nato il quattro luglio (Born on the Fourth of July), regia di Oliver Stone (1989)
- The Doors, regia di Oliver Stone (1991)
- Campioni di guai (Necessary Roughness), regia di Stan Dragoti (1991)
- Giorni di gloria... giorni d'amore (For the Boys), regia di Mark Rydell (1991)
- Screamers - Urla dallo spazio (Screamers), regia di Christian Duguay (1995)
- A casa per Natale (I'll Be Home for Christmas), regia di Arlene Sanford (1998)
- Gun Shy - Un revolver in analisi (Gun Shy), regia di Eric Blakeney
- War of the Worlds - L'invasione (H.G. Wells' War of the Worlds), regia di David Michael Latt (2005)
- Legion of the Dead, regia di Paul Bales (2005)
- King - Il re del mondo perduto (King of the Lost World), regia di Leigh Scott (2005)
- Iron Man 3, regia di Shane Black (2013)

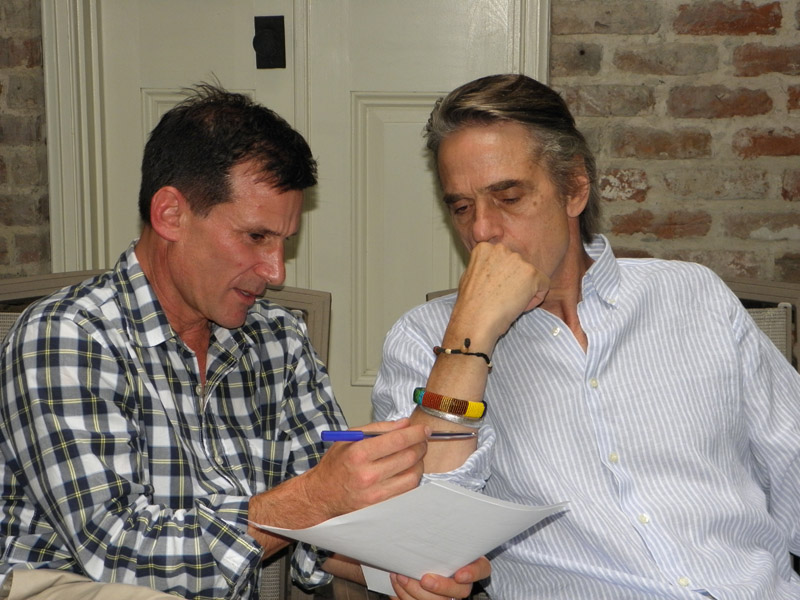
Andrew Lauer assieme a Jeremy Irons

### Televisione
- I quattro della scuola di polizia (21 Jump Street) – serie TV, 2 episodi (1989)
- Autostop per il cielo (Highway to Heaven) – serie TV, episodio 5x06 (1989)
- Delitto al Central Park (The Preppie Murder), regia di John Herzfeld – film TV (1989)
- Grand – serie TV, 13 episodi (1990)
- In famiglia e con gli amici (Thirtysomething) – serie TV, un episodio (1990)
- Oltre il ponte (Brooklyn Bridge) – serie TV, un episodio (1991)
- Doogie Howser (Doogie Howser, M.D.) – serie TV, un episodio (1992)
- Going to Extremes – serie TV, 17 episodi (1992-1993)
- Matlock – serie TV, un episodio (1993)
- La signora in giallo (Murder, She Wrote) – serie TV, episodio 10x17 (1994)
- C-16: FBI – serie TV, un episodio (1998)
- Caroline in the City – serie TV, 74 episodi (1995-1999)
- The Royals – serie TV (2014)

## Doppiatori italiani
Nelle versioni in italiano delle opere in cui ha recitato, Andrew Lauer è stato doppiato da:
- Massimo Rinaldi in Delitto al Central Park
- Fabrizio Vidale in La signora in giallo
- Vittorio De Angelis in Screamers - Urla dallo spazio
- Sergio Luzi in Caroline in the City
- Danilo De Girolamo in A casa per Natale
- Marco Mete in Gun Shy - Un revolver in analisi
- Alberto Bognanni in Una principessa a Natale